# 메건 맥도널
메건 맥도널(영어: Megan McDonnell, 1998년 1월 5일 ~ )은 미국의 각본가이다. 월트 디즈니 픽처스의 영화 《더 마블스》와 드라마 《완다비전》의 시나리오를 담당했다.